# Der pädagogische Blick
Der pädagogische Blick – Zeitschrift für Wissenschaft und Praxis in pädagogischen Berufen ist eine erziehungswissenschaftlich orientierte und praxisbasierte Fachzeitschrift mit douple blind Peer-Review für pädagogisch Berufstätige und Forschende diesseits und jenseits des Erziehungs- und Bildungswesens. Herausgeber der vierteljährlich im Verlag Beltz-Juventa erschienen Fachzeitschrift war der Berufsverband der Erziehungswissenschaftlerinnen und Erziehungswissenschaftler (BVPäd e.V.) bis Ende 2024 (Heft 4/24). 
Die Zeitschrift erschien erstmals im März 1993 mit dem Anspruch, Fragen der pädagogischen Praxis in Bezug auf empirisch gesichertes Wissen und theoretische Konzepte zu diskutieren. Seitdem engagierten sich Wissenschaftler wie z. B. Hans Gängler, Dieter Nittel, Anne Schlüter, Werner Thole, Ivo Züchner, Julia Schütz, Johannes Bonnes, Klaus Rummler, Julia Höke und Thorsten Bührmann in der Redaktion der Zeitschrift.
Durch die Einführung des Peer-Review-Verfahrens in 2006 steht sowohl der geisteswissenschaftlich-hermeneutischen Pädagogik im Kontext einer interdisziplinär ausgerichteten Empirischen Bildungsforschung als auch den pädagogischen Professionen bzw. Praktikern eine forschungsgeleitete und qualitätsgesicherte Publikationsmöglichkeit zur Verfügung.

## Ausrichtung
Im pädagogischen Blick werden empirische und theoretische Beiträge zu erziehungswissenschaftlichen Querschnittsthemen wie bspw. Qualität, Evaluation, Führung, Normativität sowie Trends und Herausforderungen professioneller pädagogischer Arbeit veröffentlicht. Dabei sind Bezüge zu allen Arbeitsbereichen möglich, in denen akademisch ausgebildete Pädagogen mit Bachelor-, Diplom-, Magister- und Masterabschluss tätig sind. Die Entgrenzung erziehungswissenschaftlich fundierter Arbeit in alle gesellschaftlichen Bereiche hinein wird durch die Zeitschrift professionspolitisch verfolgt und wissenschaftlich reflektiert. Wissenschaftler und erziehungswissenschaftlich ausgebildete Praktiker aus dem europäischen deutsch- und englischsprachigen Raum erhalten hier eine Möglichkeit der Artikulation ihrer Empirie und Theorie.
Die Fachzeitschrift versteht sich nicht nur als Plattform für etablierte Erziehungswissenschaftler, sondern auch für Novizen der Erziehungswissenschaft, d. h. sie fördert die Veröffentlichung von hervorragenden Diplom-, Master- und Dissertationsergebnissen und legt Wert auf innovative Themen. Die Beiträge sind sowohl für Praktiker als auch Wissenschaftler von professionspolitischer Relevanz, indem empirische Ergebnisse und theoretische Perspektiven auch hinsichtlich ihrer Konsequenzen für das pädagogische mikro- und makrodidaktische sowie sozialarbeiterische Handeln kritisch reflektiert werden.

## Aufbau & Struktur
Jedes Heft ist einem Schwerpunktthema gewidmet, dem ein Editorial und drei bis vier Themenbeiträge zugeordnet sind und um einen aktuellen Beitrag zu einem freien Thema ergänzt werden. Die Rubriken „Zur Profession“, „Aus der Disziplin“ und „Aus dem BV-Päd. e.V.“ runden gemeinsam mit Rezensionen das jeweilige Heft ab.
Die Themen- sowie aktuelle Beiträge durchlaufen ein zweistufiges Begutachtungsverfahren. Das Redaktionsgutachten entscheidet zu Beginn über die Weitergabe des anonymisierten Beitrags an ebenfalls anonym bleibende Experten aus einem Gutachterpool. Dieser Pool besteht aus Wissenschaftlern und Praktikern, d. h. professionsbestimmenden Experten und Vertretungen z. B. intermediärer Institutionen.
Teil der regelmäßig erscheinenden Hefte sind auch Sonderhefte, in denen z. B. Praktiker ihnen wichtige Themen in den Fokus stellen und entsprechenden als temporäre Redaktionsmitglieder mitarbeiten.